# Негрітешть
Негрітешть, Негрітешті (рум. Negritești) — село у повіті Нямц в Румунії. Входить до складу комуни Подолень.
Село розташоване на відстані 270 км на північ від Бухареста, 23 км на південний схід від П'ятра-Нямца, 79 км на південний захід від Ясс.

## Населення
За даними перепису населення 2002 року у селі проживала 401 особа, усі — румуни. Усі жителі села рідною мовою назвали румунську.